# Фотиев, Кирилл Васильевич
Кирилл Васильевич Фотиев (11 ноября 1928, Москва, СССР — 28 августа 1990, Мюнхен, Германия) — русский зарубежный церковный и общественный деятель, протоиерей Православной Церкви в Америке, член Народно-трудового союза.
Двоюродный брат деятелей эмиграции Л. А. Рара и Г. А. Рара. Племянник хирурга С. С. Юдина.

## Биография
Кирилл Васильевич Фотиев происходил из старой московской семьи. Его отец Василий Васильевич Фотиев был театральным критиком, актёром и режиссёром театра Водников. Мать, Екатерина Сергеевна, происходила из купеческого рода Юдиных. В Москве семья жила в полуподвале дома в Денисовском переулке. Родители болели туберкулёзом. Опасаясь за жизнь своего младшего сына Кирилла, мать его в 1934 году отправила к своей сестре Наталии Сергеевне Рар в Латвию. Помог устроить переезд ребёнка старший брат обеих сестёр, известный хирург Сергей Сергеевич Юдин.
После смерти матери в 1939 году Кирилл был усыновлён Александром Александровичем и Натальей Сергеевной Рар. После оккупации Латвии Красной армией Рарам в 1941 году удалось переселиться в Германию, где жили сперва в Любеке, затем в Бреславле (ныне — Вроцлав). После Второй мировой войны К. В. Фотиев, окончив русскую гимназию в беженском лагере Мёнхегоф (под Касселем), учился на философском факультете Гамбургского университета. В 1947 году он вступил в Национально-трудовой союз (ныне — Народно-трудовой союз российских солидаристов, НТС). С 1949 года семья находилась в Марокко, где Фотиев принимал участие в землемерных работах. В ноябре 1949 года он переехал в Париж, получив стипендию в Свято-Сергиевском православном богословском институте. Здесь он учился у А. В. Карташёва, протоиерея Василия Зеньковского, епископа Кассиана (Безобразова), архимандрита Киприана (Керна), искусствоведа В. В. Вейдле и других. Дипломная работа К. В. Фотиева «Попытки украинской автокефалии в XX веке» была опубликована в 1955 году.
По окончании института в 1954 году К. В. Фотиев работал в системе НТС в Риме, где он организовывал встречи с туристами из СССР. Затем он работал в редакции радиостанции НТС «Свободная Россия» в Германии, участвовал в разработке учебных материалов НТС, в сношениях с иностранцами, писал статьи в журнале «Посев» (частично под псевдонимом Сергей Сокольников).
В 1961 году был рукоположён целибатом в сан священника. Его хиротонию в Александро-Невском соборе в Париже совершил архиепископ Георгий (Тарасов). Сперва отец Кирилл служил военным священником при Американском оккупационном корпусе во Франкфурте-на-Майне, но уже в 1963 году он был назначен в Монреаль, а потом в Нью-Йорк, где служил в управлении Северо-Американской митрополии (позже — Православная Церковь в Америке), был ключарём Покровского кафедрального собора, а затем — настоятелем прихода в Бруклине. Вёл религиозные передачи на радио «Голос Америки». Дружил и сотрудничал со священниками Александром Шмеманом, Иоанном Мейендорфом, Меерсон-Аксеновым и др.
Протоиерей Кирилл Фотиев до конца жизни состоял в редколлегиях журналов «Вестник РСХД» и «Посев». Для работы с новыми эмигрантами он в 1977 году создал специальную рабочую группу НТС, превратившуюся затем в «Русский Исследовательский Фонд».
В 1984 году он переехал в Мюнхен, где до конца жизни вместе со своим двоюродным братом Г. А. Раром вёл религиозные передачи на радио «Свобода». Служил разъездным священником Архиепископии русских приходов Константинопольского Патриархата в Западной Европе, окормляя в первую очередь приход Рождественской церкви во Флоренции. Фотиев любил Италию и Францию, куда часто ездил, был специалистом по итальянскому искусству эпохи Возрождения и по французской литературе. Помимо стилистически тонкого знания русского языка, он в совершенстве владел французским, итальянским, немецким и английским.
Священник Кирилл Фотиев скончался от рака 28 августа 1990 года в больнице в Мюнхене и был похоронен на русском кладбище Сент-Женевьев-де-Буа под Парижем.
Его крестница, Ксения Глебовна Рар, после его кончины передала его богатую библиотеку новосозданной духовной академии в Минске.

## Сочинения
статьи
- О церковной работе с молодежью из России // Вестник Русского студенческого христианского движения. 1950. — № 6. — С. 22-25.
- О персонализме // Наши Дни. — Франкфурт, 1958. — № 4.
- Высокая человечность. К столетию со дня рождения А. П. Чехова // Посев. — Франкфурт, 1960. — № 5 (716).
- Живой корень // Посев. — Франкфурт, 1960. — № 1 (712).
- Путь в Вифлеем // Посев. — Франкфурт 1961. — № 1-2 (764—765).
- Предрассветный крик // Посев. — Франкфурт 1961. — № 17 (780).
- Встреча с Россией // Вестник Русского студенческого христианского движения. 1961. — № 2. — С. 13-14.
- После Родосского совещания // Вестник Русского студенческого христианского движения. 1961. — № 3-4. — С. 17-25.
- Московская Патриархия — в Мировом Совете Церквей // Посев № 51 (814), Франкфурт 1961
- Вечный Источник Света, Радости и Разума // Посев № 1 (816), Франкфурт 1962
- О единении христианских церквей // Посев № 35 (902), Франкфурт 1963
- Судить ответственно и осторожно // Посев № 12/1979, Франкфурт 1979
- Русская Церковь сегодня: духовенство и миряне // Посев № 9/1981, Франкфурт 1981
- Побеждать злую разобщенность мира сего // Посев № 6/1986, Франкфурт 1986
- Крещение и христианизация в исторической судьбе России // Посев № 5/1988, Франкфурт 1988

книги
- Попытки Украинской церковной автокефалии в XX веке. — Мюнхен, [1955]. — 79 с.
- Беседы о религии. — [Мюнхен], 1956. — 84 с.
- Краткое введение в философию. — [Мюнхен]: [б. и.], 1956. — 98 с.
- Свобода нужна каждому. — Франкфурт 1959